# 요한의 세째 편지
요한의 세째 편지(공동번역), 요한의 셋째 서간(로마 가톨릭교회), 요한삼서 혹은 요한3서(개역개정)은 신약성경의 뒤에서 세번째 책이며, 요한의 첫째 서간, 요한의 둘째 서간과 함께 요한 서신이자 공동서신으로 분류되는 서신서이다. "장로"가 가이우스(가이오)라는 사람에게 보낸 개인적인 서신으로, 가이우스가 사는 지역에 복음을 전하러 온 데메트리우스가 이끄는 기독교인 무리를 추천하는 내용을 담고 있다. 이 서신의 목적은 가이우스를 격려하고 그의 믿음을 강화하며, 서신의 저자와 협력하기를 거부하는 디오드레베(Diotrephes)에 대해 경고하는 것이다.
저자는 가이오스에게 자신이 원로(presbyteros)라고, 또 영혼이 편안(평안, 잘 됨)한 것처럼 몸과 모든 것이 되라고 인사한다(1절-2절). 이어 저자는 가이오스가 어떻게 살아가는지에 대해 들었다면서 자신의 자녀들이 진리 안에서 살아간다는 말을 듣는 것보다 기쁜 일이 없다고 말한다. 이어 저자는 낯선 형제들, 곧 선교사들에 대한 협력을 강조하고(8절) 디오트레페스가 자신들을 받아들이지 않는다며 직접 가서 행실을 지적하겠다고 한다. 이어 가이오를 '사랑하는 이'라고 하여 요한 복음서와 같이 선한 사람은 하나님에게 속한 것으로 선을 본받으라고 한다. 그리고 데메트리오스가 좋은 평판을 받고 있다고 말하고 서간보다 직접 가이오스를 대면하는 것을 더 바라며 평화가 있기를 바란다고 한 사람 한 사람이 문안을 하고 있으며 또한 가이오스도 그곳 친구들 한 사람마다 문안을 하라고 마친다.
이 서신에 대한 최초의 기록은 서기 3세기 중반에 나타난다. 사료에서 등장이 늦은 것은 극히 짧은 분량으로 인한 것으로 분석되기도 하지만, 기독교 초기에는 이 책의 정경성에 대한 논쟁이 일어났다. 그러나 5세기 초에 이르러 이 서신은 다른 두 개의 요한 서신과 함께 정경으로 받아들여졌다. 요한삼서의 언어는 통상적으로 서기 90년경으로 추정되는 요한의 복음서의 것과 유사하기 때문에, 그 직후쯤 되는 1세기 말에 작성된 것으로 보인다. 그러나 존 A. T. 로빈슨과 같은 학자는 요한삼서를 서기 60–65년경으로 추정하기도 한다. 작성 장소는 알려지지 않았으나, 에페소스(에베소)로 간주된다. 가장 오래된 신약성경 필사본들에 포함되어 있으며, 본문에 주요한 차이점이나 변형 없이 전해져 왔다.

## 저자
요한삼서는 요한이서와 거의 확실히 동일한 저자가 작성하였으며, 요한일서 또한 동일 저자가 작성했을 가능성이 높다. 저자는 복음사가 요한 자신일 수도 있고, 장로 요한이라는 다른 인물일 수도 있다. 그러나 학자 C. H. 다드가 "이 서신들의 익명 저자를 어떤 알려진 인물과 동일시하려고 시도해도, 우리가 의지할 것은 추측에 불과하다."라고 말했듯, 정확한 저자를 추정할 실증적 근거는 부족하다.
요한이서와 요한삼서 간에는 많은 유사점이 있다. 두 서신 모두 당시의 개인 서신 형식을 따르고 있으며, 저자는 자신을 "장로"라고 밝히고 있다. 이 용어는 문자적으로는 나이가 많은 이를 의미한다. 또한, 두 서신 모두 교회 내의 환대와 갈등이라는 주제를 다룬다. 이 두 서신은 길이 면에서도 매우 유사한데, 한 장의 파피루스 두루마리에 맞게 작성되었기 때문일 것이으로 추정된다.
요한삼서는 요한이서 및 다른 요한 문헌들과도 언어적으로 유사하다. 사용된 단어는 총 99개로, 이 중 21개는 "그리고"나 "그"와 같은 중요하지 않은 단어이고 78개는 중요한 단어이다. 이 중 23개는 요일이나 요한복음에는 나타나지 않으며, 4개는 요한삼서에만 독자적으로 존재한다. 1개는 요한이서와 요한삼서에 공통적으로 나타나며, 2개는 요한이서와 요한삼서뿐만 아니라 신약성경의 다른 저작들에도 등장한다. 요한삼서의 중요한 단어 중 약 30%는 요한일서나 요한복음에 나타나지 않는데, 이는 요한이서의 20%와 비교된다. 이러한 점들은 요한이서와 요한삼서 간의 밀접한 연관성에 대한 정량적 근거로 판단된다. 그러나 요한이서와 요한삼서의 동일 저자설에 반대하는 학자들도 소수 있다. 루돌프 불트만은 요한이서가 요한삼서를 바탕으로 한 위작이라고 주장했다.
저자로는 사도 요한이나, 다른 인물인 장로 요한이라는 두 설이 가장 대표적이다. 다만 예수의 제자였던 사도 요한에 의해 작성되었다면, 디오드레베가 그에게 반대하는 점에 대한 충분한 변론이 있어야 함이 지적된다. 왜냐하면 초기 교회에서 사도들은 매우 존경받았기 때문이다. 이 서신의 저자에 대한 또 다른 가능성은 히에라폴리스의 파피아스가 작성하고 에우세비우스가 인용한 한 단편에서 언급된 "장로 요한"라는 인물에서 제기된다. 그러나 이 인물에 대한 다른 정보가 전혀 없기 때문에, 그를 요한삼서의 저자로 확정할 수는 없다.

## 같이 보기
- 요한 복음서
- 요한의 첫째 서간
- 요한의 둘째 서간
- 요한 묵시록